# Giulio Bosetti

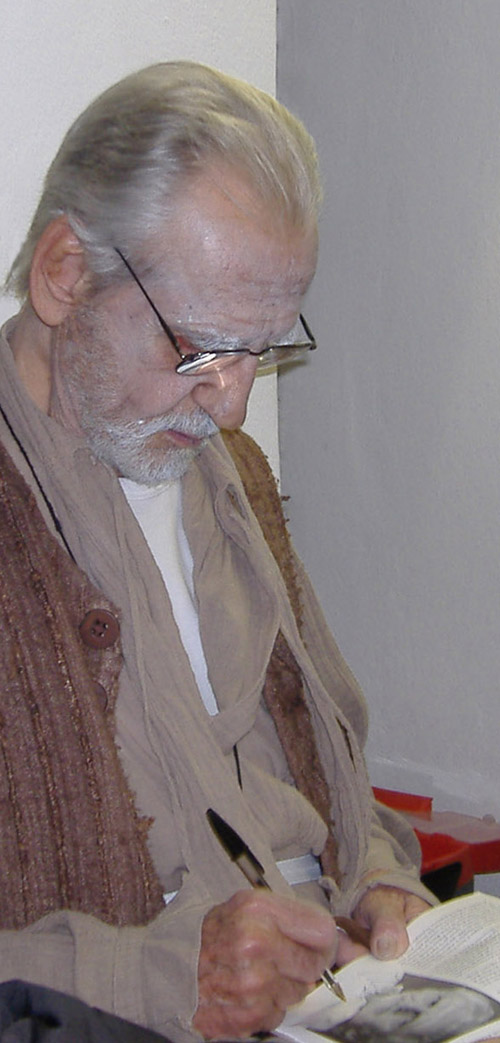
Giulio Bosetti im Februar 2008

Giulio Bosetti (* 26. Dezember 1930 in Bergamo; † 24. Dezember 2009 in Berceto) war ein italienischer Schauspieler und Theaterregisseur.

## Leben
Nach dem Abbruch seines Studiums der Politikwissenschaften besuchte Bosetti für einige Monate 1949/1950 die Accademia Nazionale d'Arte Drammatica. 1950 debütierte er mit dem Ensemble des unter der Leitung von Gianfranco De Bosio spielenden Ensembles der Universität von Padua; es folgten Auftritte am „Piccolo Teatro di Milano“ und 1953 am „Teatro Ruzante“ in Padua, an dem er eine bemerkenswerte Interpretation von Bertolt Brechts Mann ist Mann gab. Nach einem Engagement in Genua spielte er 1954/1955 neben Vittorio Gassman drei Stücke, darunter Kean und König Ödipus. Nach kurzer Zeit in Triest ging er zu Gassman zurück und feierte 1960 einen persönlichen Triumph in Carlo Goldonis Bugiardo, den er in den 1960er Jahren mit eigenem Ensemble und mehrfach aufleben ließ. In den 1970er Jahren war eine Inszenierung von Franz Kafkas Der Prozeß erfolgreich. Bosetti war dann Begründer der Cooperativa Teatro Mobile und stand ihr bis zu seinem Tod vor. 1992 bis 1997 war er Direktor des Teatro Stabile del Veneto "Carlo Goldoni".
Ab 1958 war Bosetti auch in über dreißig Rollen auch für das Fernsehen und den Film zu sehen. Dabei waren seine Fernsehauftritte bedeutender als seine Rollen für das Kino, die seine Interpretationsfähigkeiten niemals abriefen. Nach 1968 spielte er in dem von ihm mitgeschriebenen Il segreto dell'uomo solitario und danach in einigen Werken.
Bosetti war ab 1954 mit Wanda Cardamone verheiratet; später trennte sich das Paar.

## Filmografie (Auswahl)
- 1962: Ein sonderbarer Heiliger (The Reluctant Saint)
- 1967: Der Chef schickt seinen besten Mann (Requiem per un agente segreto)
- 1969: Verraten und verkauft
- 2008: Il Divo